# Pol-Gustave Boël
Graaf Pol-Gustave Boël (Brussel, 11 mei 1923 - 19 juli 2007) was een Belgisch industrieel en senator.

## Levensloop

### Familie
Graaf Pol-Gustave Boël, telg uit het geslacht Boël, was een achterkleinzoon van Gustave Boël, een kleinzoon van baron Pol-Clovis Boël en een zoon van graaf René Boël (1899-1991) en Yvonne Solvay (1896-1930), kleindochter van Ernest Solvay. Hij trouwde in 1949 met Nicole burggravin Davignon (1926-1999), de oudere zus van diplomaat, politicus en bestuurder Étienne graaf Davignon. Het echtpaar kreeg vier kinderen, waaronder Nicolas graaf Boël, voorzitter van de raad van bestuur van chemiemultinational Solvay.
Hij was de oudere broer van Yves Boël, de oudere halfbroer van Mickey Boël, de oom van Harold Boël en een neef van Jacques Boël, Paul-Emmanuel Janssen, Eric Janssen, Daniel Janssen en Jacques Solvay.

### Carrière
Boël promoveerde tot bachelor in de wetenschappen aan de Yale-universiteit in de Verenigde Staten.
Hij was van 1963 tot 1985 afgevaardigd bestuurder en van 1985 tot 1997 voorzitter van de raad van bestuur van de Usines Gustave Boël in La Louvière. Hij maakte deel uit van het bestuur van de Groupement des Hauts-Fourneaux et Aciers Belges en van het Centre de Recherches Métallurgiques de Liège. Hij was ondervoorzitter van het Verbond van Belgische Ondernemingen van 1984 tot 1985 en was ook actief in de Union Wallonne des Entreprises. Hij was ook bestuurder van verschillende ondernemingen en was onder meer voorzitter van de raad van bestuur van de grootwarenhuizen Cora.
Voor de liberale PRL zetelde Boël van 1985 tot 1995 als rechtstreeks gekozen senator voor het arrondissement Bergen-Zinnik in de Senaat en van 2000 tot 2006 was hij ook gemeenteraadslid van La Louvière voor de PRL/MR. Hij sloofde zich uit voor zijn streek, onder meer voor het op gabarit brengen van het Centrumkanaal en de Scheepslift van Strépy-Thieu.
De familie Boël verkocht in 1997 de helft van haar industriële activiteiten aan de Nederlandse groep Hoogovens. Na twee jaar werd de totaliteit verkocht aan de Italiaans-Zwitserse groep Duferco, en de Boëls trokken zich volledig uit de industriële activiteiten terug, om zich toe te leggen op financieel beheer, onder meer op Sofina, waarvan hij vicevoorzitter was.